# 九龍巴士69線
九龍巴士69線是香港一條新界巴士路線，由九龍巴士（一九三三）有限公司營辦，於2022年12月18日起投入服務，來往天水圍市中心及元朗（德業街），途經天悅邨、天逸邨、香港濕地公園後，取道天慈路及朗天路來往元朗大馬路，全程收費為$5.2。

## 歷史
運輸署在《2021－2022年度巴士路線計劃》中建議開辦一條新巴士服務，循環來往天水圍（香港濕地公園）及元朗（德業街），中途僅於朗屏站和朗屏邨一帶設中途站，回程另繞經天逸邨，取道天慈路及朗天路往返，以配合天水圍北及元朗東頭工業區的物業發展及人口增長，提供相關地區往來朗屏站及元朗市中心的直接巴士服務，並決定以招標形式遴選營運公司，並獲得元朗區議會支持。
運輸署於2022年6月表示，該巴士路線截標時只有城巴入標承投，故此批出該路線專營權予城巴營辦，惟城巴以2019冠狀病毒病疫情及需求問題轉變放棄開辦新路線，當時運輸署表示在仔細審視各項相關因素後，包括其他可行的替補方案，接納城巴放棄營辦新路線的決定，但未有明言會否在下次招標時向城巴扣分；適值位於東頭工業區的過渡性房屋項目同心村即將入伙，運輸署決定和負責同心村一帶交通的小巴營辦商，計劃於早上繁忙時間加強特別線，回應居民需求。有意見認為，相關路線在天水圍和元朗的服務範圍狹隘，偏離天水圍和元朗人流較集中的地方及天晴邨，批評運輸署設計的路線「離地」。
最終運輸署於一個月後修改被城巴棄辦的路線，改為來往天水圍市中心及元朗（德業街），來回程加經天頌苑、天恩邨及元朗廣場一帶，並取消循環運作，同樣以公開招標決定營辦巴士公司。新路線最終由九巴中標，並在2022年12月18日投入服務。而在路線開辦前夕，九巴和立法會議員劉國勳於同心村聯同該村居民出席路線開通儀式。2023年7月24日起，此線往天水圍市中心方向繞經朗屏邨巴士總站。2024年7月4日，九巴選取此路線為全港首條「女車長專線」，如無車務調動，全線由11名女車長輪流駕駛，藉此推廣多元共融文化，構建平等友善的職場環境。
為加強天水圍北往來元朗大馬路一帶之巴士服務，九巴及運輸署於是在《2025－2026年度巴士路線計劃》中，建議69線更改元朗市中心一帶之行車路線，以擴展於元朗大馬路的覆蓋範圍：往元朗方向於青山公路－元朗段後，改為直接左轉元朗安樂路返回寶業街及原有路線，取消「朗屏邨悅屏樓」站，並增停「元朗同樂街」及「元朗谷亭街」站；往天水圍市中心方向於寶業街後，改經朗業街、青山公路－元朗段、朗日路、朗樂路、青山公路－元朗段返回擊壤路及原有路線，取消「元朗大橋村」、「元朗屏昌徑」、「香港家庭計劃指導會」及「元朗廣場」站，並增停「元朗又新街」、「元朗大棠路」及「元朗康樂路」站。相關建議於2025年8月11日起實施。

## 服務時間及班次
69線來回方向均提供全日服務。以下服務時間及班次資訊以最近一次更新時為准。
| 天水圍市中心開       | 天水圍市中心開 | 天水圍市中心開 | 元朗（德業街）開 | 元朗（德業街）開 | 元朗（德業街）開 |
| 日期                 | 服務時間       | 班次（分鐘）   | 日期             | 服務時間         | 班次（分鐘）     |
| -------------------- | -------------- | -------------- | ---------------- | ---------------- | ---------------- |
| 星期一至五           | 06:30          | 06:30          | 每日             | 06:30－07:10     | 20               |
| 星期一至五           | 06:45 - 08:05  | 20             | 每日             | 07:10－23:00     | 25               |
| 星期一至五           | 08:05 - 22:40  | 25             |                  |                  |                  |
| 星期一至五           | 23:00          |                |                  |                  |                  |
| 星期六、日及公眾假期 | 06:30          | 06:30          |                  |                  |                  |
| 星期六、日及公眾假期 | 06:50－22:40   | 25             |                  |                  |                  |
| 星期六、日及公眾假期 | 23:00          |                |                  |                  |                  |

## 收費
69線全程收費為$5.2 ，並設有12歲以下小童及65歲或以上長者半價優惠，當中60歲－64歲香港居民、65歲或以上長者與合資格殘疾人士如以指定八達通繳付此線的車資，均可享有長者及合資格殘疾人士公共交通票價優惠計劃提供的$2票價優惠。乘客登車時需以現金或八達通卡繳付車資，不設找贖；而每位成人乘客可免費帶同最多兩名四歲以下而且不佔座位的兒童乘車。此外，乘客亦可透過多元化電子支付系統（e度嘟）繳付車資，乘客使用此付款方式不能享有與非九巴／龍運路線之轉乘優惠，亦不能享有「公共交通費用補貼計劃」及「長者及合資格殘疾人士乘車優惠計劃」。逢星期日，每兩名繳付成人車費的乘客，可攜同一名65歲或以上長者免費乘車；而每名攜同合資格殘疾人士登車並以現金繳付車資的乘客，亦可享半價優惠。
69線沿途分段收費如下：
| 上車地點＼落車地點 | 元朗（德業街） | 元朗康樂路 | 天水圍市中心 |
| ------------------ | -------------- | ---------- | ------------ |
| 鳳池村起           | $5.1           | 不適用     |              |
| 元朗（德業街）起   | 不適用         | $5.1       | 不適用       |
| 濕地公園路起       | 不適用         | 不適用     | $4.5         |
| 天悅邨             | $4             |            |              |

此外，乘客凡以同一張八達通卡於同一星期內乘搭此路線滿十程，可在指定日期內於尖沙咀天星碼頭公共運輸交匯處顧客服務中心免費換領此路線單程車票一張，相關優惠只適用於繳付全程車費之成人及學生八達通使用者。

## 用車
69線現時主力使用設雙輪椅停泊區的富豪B8L 12.8米巴士（V6X）行走。

## 行車路線

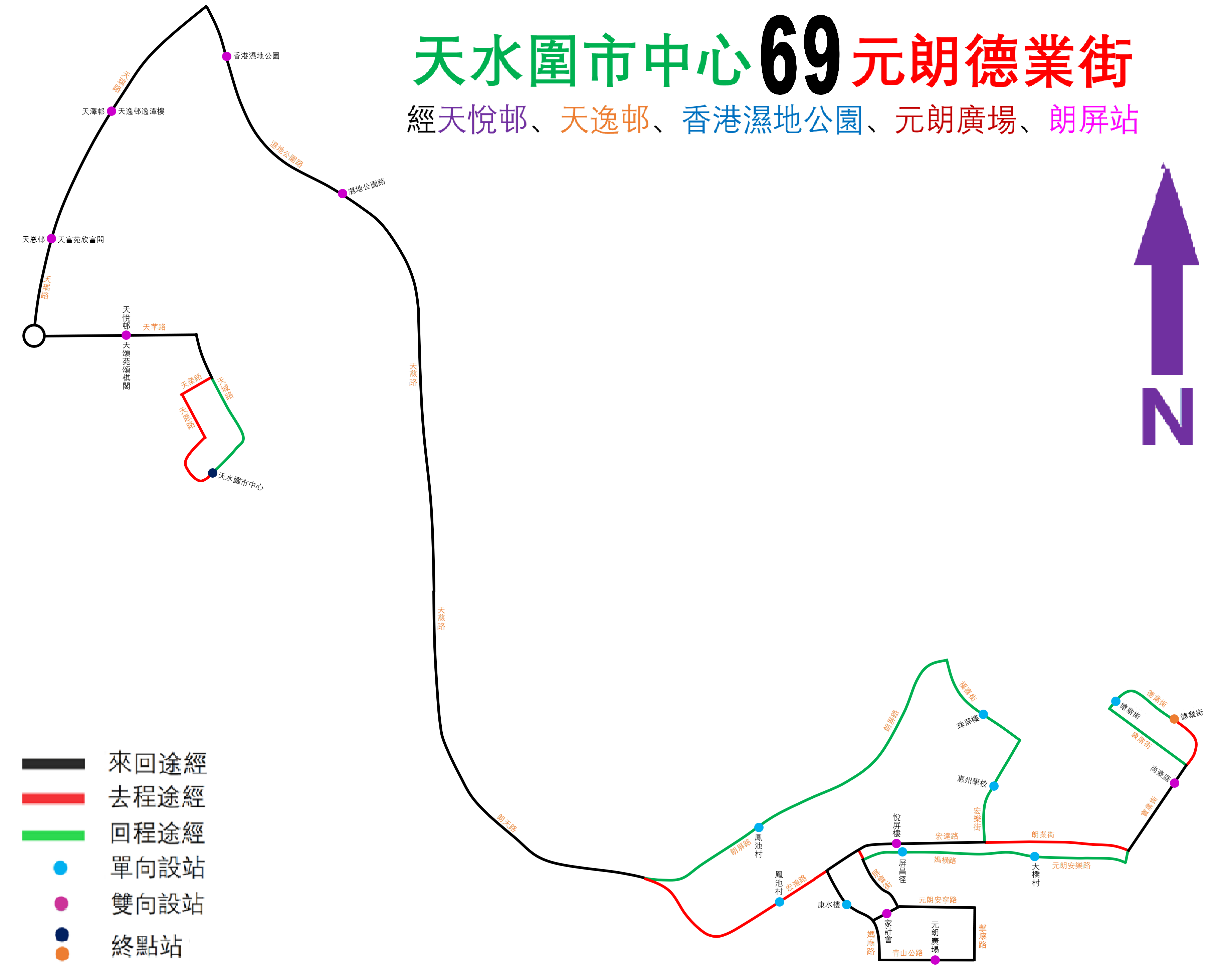
69線的走線圖

69線往元朗（德業街）方向途經嘉恩街、天恩路、天榮路、天城路、天華路、天瑞路、濕地公園路、天慈路、朗天路、水邊圍交匯處、宏達路、屏會街、元朗安寧路、媽廟路、青山公路－元朗段、元朗安樂路、寶業街及德業街；往天水圍市中心方向途經德業街、康業街、寶業街、朗業街、青山公路－元朗段、朗日路、朗樂路、青山公路－元朗段、擊壤路、元朗安寧路、媽廟路、宏達路、宏樂街、福喜街、朗屏路、水邊圍交匯處、朗天路、天慈路、濕地公園路、天瑞路、天華路、天城路及嘉恩街，具體停站請參考資訊框。